# کارییری دو توکانتینس
کارییری دو توکانتینس (به پرتغالی: Cariri do Tocantins) یک منطقهٔ مسکونی در برزیل است که در توکانتینس واقع شده‌است. کارییری دو توکانتینس ۱٬۱۲۹ کیلومتر مربع مساحت و ۴٬۴۴۱ نفر جمعیت دارد.